# Karl Gustav Wilhelm Baurschmidt

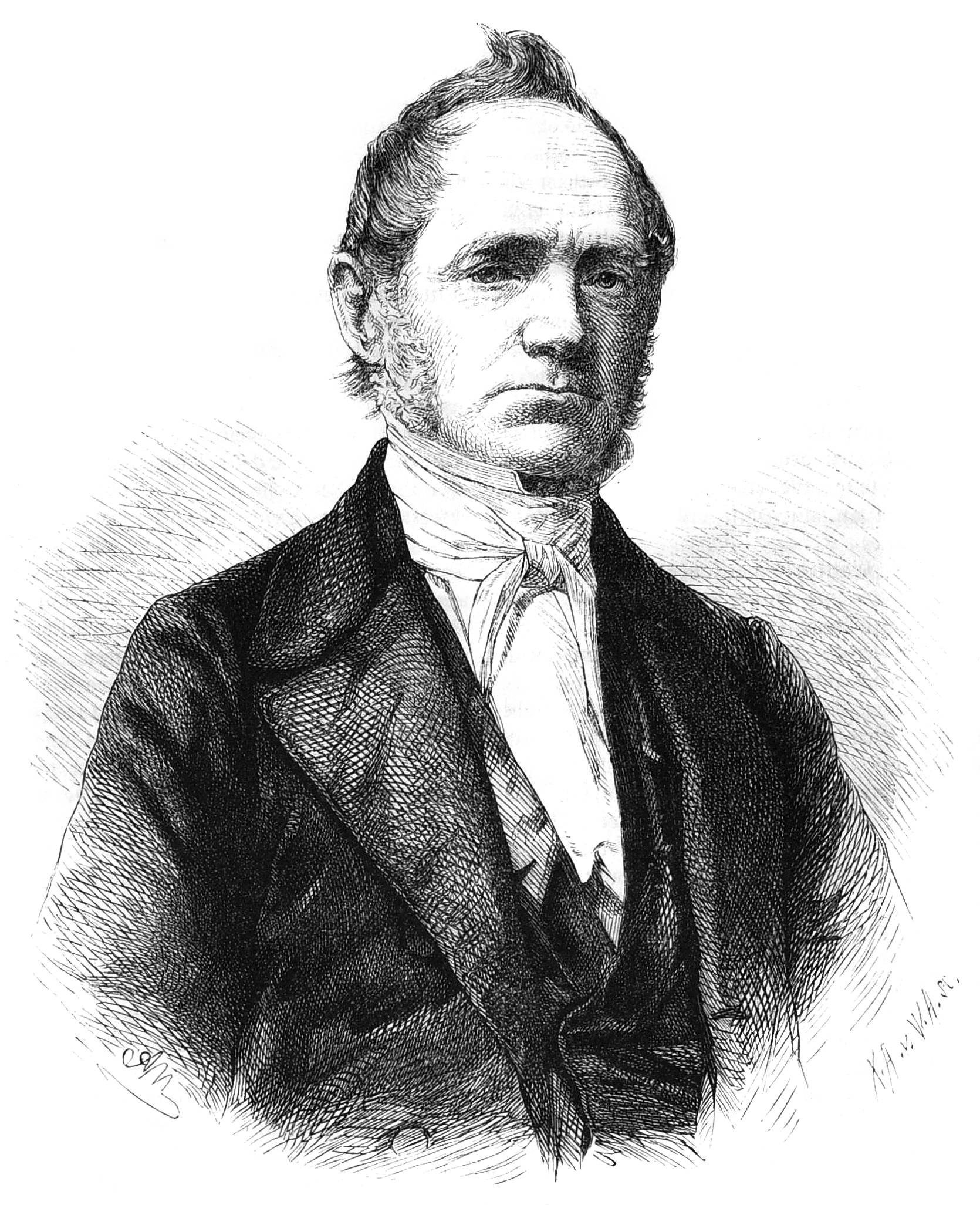
Pastor Baurschmidt, in Die Gartenlaube 1862

Karl Gustav Wilhelm Baurschmidt (* 1. April 1806 in Hohne; † 21. Dezember 1864 in Lüchow) war ein deutscher evangelischer Theologe und Geistlicher.

## Leben
Karl Gustav Wilhelm Baurschmidt besuchte ein Gymnasium in Salzwedel, ging danach ein Jahr lang auf das Kloster Loccum und studierte ab 1825 an der Universität Göttingen Evangelische Theologie. Danach war er in Frankfurt am Main drei Jahre lang als Hauslehrer tätig. Nun half Baurschmidt seinem Vater Karl Christian Daniel Baurschmidt, der als Superintendent nach Osterode berufen wurde. Gegen Ende des Jahres 1838 war Karl Baurschmidt zudem noch als Archidiakon in Lüchow tätig. 1862 wurde er als „Luther des Wendlandes“ gefeiert, weil er sich im sogenannten Katechismusstreit erfolgreich mit König und Konsistorium anlegte. Am 21. Dezember des Jahres 1864 verstarb Baurschmidt dort. Seine letzte Ruhestätte fand er auf dem alten Friedhof an der Salzwedeler Straße in Lüchow.

## Werke
- Prüfet Alles. Ein Wort über den neuen Katechismus. 7. Auflage. Saur in Commission, Celle 1862
- Vom Frieden zum Kampf. Eine kurze Selbstbiographie mit besonderem Hinblick auf die Hannoversche Katechismussache. Deuerlich’sche Buchhandlung, Göttingen 1862
- Die Celler Pastoral-Conferenz am 7. October 1862. Eine Mittheilung an die evangelischen Gemeinden Hannovers. Deuerlich’sche Buchhandlung, Göttingen 1862
- Wodurch gehören wir der evangelischen Kirche an? Erwiederung auf den offenen Brief des Herrn Pastor Dr. Bernhard Spiegel. Schulze, Celle 1864
- Stimmen aus dem Worte Gottes für die Jetztzeit in einzelnen ausgewählten Predigten. Deuerlich’sche Buchhandlung, Göttingen 1864